# The Holiday Sessions
The Holiday Sessions es un EP de la banda estadounidense Paramore, lanzado en vinilo de siete pulgadas el 20 de abril de 2013, como parte de la celebración del record store day. El EP contiene tres pistas, que son los interludios acústicos incluidos en su álbum homónimo.
El vinilo en el que viene el EP se caracteriza por tener forma de una flor de hibisco color rosa. En total, solo setecientas copias fueron hechas.

## Lista de canciones
| N.º | Título                             | Duración |  |
| 1.  | «Interlude: Moving On»             | 1:30     |  |
| 2.  | «Interlude: Holiday»               | 1:09     |  |
| 3.  | «Interlude: I'm Not Angry Anymore» | 0:52     |  |